# Porcellio ciliatus
Porcellio ciliatus är en kräftdjursart som beskrevs av Brandt 1833. Porcellio ciliatus ingår i släktet Porcellio och familjen Porcellionidae. Inga underarter finns listade i Catalogue of Life.